# Saussurea kiraisanensis
Saussurea kiraisanensis là một loài thực vật có hoa trong họ Cúc. Loài này được Masam. miêu tả khoa học đầu tiên năm 1930.